# 福利区
福利区（芬蘭語：hyvinvointialue）是芬兰马林内阁的社会和医疗保健服务改革（sote-uudistus）中设立的独立于市镇和国家的公法机构，在其地区拥有自治权。芬兰议会在2021年6月23日通过了有关社会和医疗保健服务改革的法案。根据通过的法律，2023年1月1日起，社会和医疗保健服务及救援行动的责任从市镇转到新成立的福利区。
为了实施区域合作及建设合理的服务架构，这些福利区组合为五个合作区，每个合作区的范围跟现今五个大学医院的责任范围一致。

## 福利区的成立
21个福利区的范围基于现有的行政区范围。17个福利区的范围跟现今行政区范围一致。新地区由于人口众多而分成四个福利区：东新地、中新地、西新地及万塔-凯拉瓦，而赫尔辛基则单独对自己境内的社会和医疗保健服务及救援任务负责。奥兰区由于自治地位也对自治区内的服务及任务负责。

### 时间表
相关法律在2021年7月1日生效。相关准备工作在2021年秋季开始。首届福利区议会选举在2022年1月23日举行。福利区议会在2022年3月1日正式运作。

## 福利区的管理
每个福利区的最高权力机关为福利区议会。福利区议会对福利区的运作、管理及财政负责。福利区议会议员及候补议员在四年一次的福利区选举中产生。根据福利区居民数量，福利区议员的数量为59、69、79或89名。
福利区议会决定福利区政府的成员及其他机构，以及福利区的区长。
福利区的必须机构包括：
- 福利区议会
- 福利区政府
- 审计委员会
- 国家语言委员会（在芬瑞双语地区）
- 萨米语委员会（拉普兰福利区内）

## 福利区列表

芬兰福利区划分图

芬兰划分为下列福利区：（注：赫尔辛基和奥兰并非名义上的福利区，但它们需对自己辖区范围内的服务及任务负责。）
1. 拉普兰福利区
2. 北博滕福利区
3. 凯努福利区
4. 中博滕福利区
5. 中芬兰福利区
6. 北萨沃福利区
7. 北卡累利阿福利区
8. 南萨沃福利区
9. 南博滕福利区
10. 皮尔坎马福利区
11. 坎塔海梅福利区
12. 博滕福利区
13. 萨塔昆塔福利区
14. 芬兰本部福利区
15. 西新地福利区
16. 中新地福利区
17. 东新地福利区
18. 派耶特海梅福利区
19. 屈米河谷福利区
20. 南卡累利阿福利区
21. 万塔-凯拉瓦福利区
22. 赫尔辛基
23. 奥兰